# Picumnus steindachneri
Picumnus steindachneri, conhecida como picapauzinho-perlado é uma espécie de ave pertencente à família dos picídeos.  É endêmico do Peru e está ameaçado pela destruição do habitat, à medida que as florestas são derrubadas para dar lugar a terras agrícolas.